# Tæppegræs-slægten
Tæppegræs (Catabrosa) er en ganske lille slægt med blot 2-5 arter, der findes i de tempererede dele af Europa, Kina og Chile. Det er flerårige græsser med jordstængler eller rodslående, overjordiske stængler. Bladene er linjeformede, flade og klæbrige. Blomsterne sidder samlet i en opret og åben top, bestående af småaks. De enkelte blomster er 3-tallige og uregelmæssige (som det er sædvanligt hos græsserne). Frugterne er nødder ("korn").
| Beskrevne arter |

- Dynd-Tæppegræs (Catabrosa aquatica)

| Andre arter |

- Catabrosa drakensbergensis
- Catabrosa werdermannii

## Note
1. ↑  Zipcode zoo: Catabrosa genus

## Eksterne links
- GRIN: Genus catabrosa Arkiveret 24. september 2015 hos  Wayback Machine (engelsk)